# 凱爾西崖
凱爾西崖（英語：Kelsey Cliff），是南極洲的海崖，位於帕爾默地，處於歐文山東南面，屬於蓋塔爾山脈的一部分，由英國探險隊繪入地圖，現時由南極條約體系管理。